# 柳比米夫卡 (布恰区)
50°26′6″N 30°3′44″E / 50.43500°N 30.06222°E
柳比米夫卡（烏克蘭語：Любимівка）是位於烏克蘭北部的村莊，由基辅州布恰区的德米特里夫卡市鎮負責管轄。該村面積12.2平方公里，海拔高度175米，2001年人口598，人口密度每平方公里49人。